# Resolutie 42 Veiligheidsraad Verenigde Naties
Resolutie 42 van de Veiligheidsraad van de Verenigde Naties was de eerste van vele resoluties van de VN-Veiligheidsraad over het Arabisch-Israëlisch conflict. Ze werd met acht stemmen voor en drie onthoudingen goedgekeurd op de 263e vergadering van de Raad. De leden Argentinië, Syrië, en
het Verenigd Koninkrijk onthielden zich.

## Achtergrond
Na de Eerste Wereldoorlog was Palestina een mandaatgebied van Groot-Brittannië geworden. Hiervoor en hierna weken veel Joden in, voor wie de regio het Heilige Land is. Zij bleven echter sterk in de minderheid. In 1939 werd Palestina zelfbestuur in het vooruitzicht gesteld binnen de tien jaar.
Op 29 november 1947 nam de Algemene Vergadering van de Verenigde Naties resolutie 181 aan. Die vroeg de opdeling van het land in een Arabische en een Joodse staat met de stad Jeruzalem als internationaal door de VN bestuurd gebied.
De Arabische wereld wees het plan van de hand en er ontstond een burgeroorlog. Nadat Israël op 14 mei de onafhankelijkheid uitroep, vielen Egypte, Irak, Libanon en Syrië het land binnen. In die oorlog haalde Israël de bovenhand en veroverde een groot deel van de rest van Palestina.

## Inhoud
De Veiligheidsraad had resolutie 181 van de Algemene Vergadering en het eerste maandelijkse rapport en het eerste speciale rapport over de veiligheid in Palestina van de Palestijnse Commissie van de Verenigde Naties ontvangen. De Raad riep zijn permanente leden op om informatie te verschaffen over de situatie in Palestina en aanbevelingen te doen om de resolutie van de Algemene Vergadering ten uitvoer te brengen. Binnen de tien dagen moesten de permanente leden verslag uitbrengen. De Veiligheidsraad riep voorts alle overheden en volken, in het bijzonder de Palestijnen en hun naasten, op om de ongeregeldheden zo veel mogelijk in te dammen zo niet te vermijden.

## Verwante resoluties
- Resolutie 181 Algemene Vergadering Verenigde Naties over de creatie van twee staten in het te beëindigen mandaatgebied Palestina.
- Resolutie 43 Veiligheidsraad Verenigde Naties roept op tot het sluiten van een bestand.
- Resolutie 44 Veiligheidsraad Verenigde Naties vroeg de Algemene Vergadering een speciale sessie over de kwestie te houden.

Lijst ·  38 ·  39 ·  40 ·  41 ·  42 ·  43 ·  44 ·  45 ·  46 ·  47 ·  48 ·  49 ·  50 ·  51 ·  52 ·  53 ·  54 ·  55 ·  56 ·  57 ·  58 ·  59 ·  60 ·  61 ·  62 ·  63 ·  64 ·  65 ·  66